# 北海道道342号茅沼鉱山泊線
北海道道342号茅沼鉱山泊線（ほっかいどうどう342ごう かやぬまこうざんとまりせん）は、北海道古宇郡泊村内を結ぶ一般道道（北海道道）である。冬期通行止め区間がある。

## 概要

### 路線データ
- 起点：北海道古宇郡泊村茅沼村（茅沼炭鉱跡）
- 終点：北海道古宇郡泊村茅沼村（国道229号交点）
- 総延長：5.077 km
- 実延長：5.053 km
- 重用延長：0.024 km
- 未舗装延長：1.975 km

## 歴史
- 1961年（昭和36年）3月31日 - 路線認定[1]。
- 1964年（昭和39年）8月30日 - 茅沼炭鉱が閉山。
- 1969年（昭和44年）8月20日 - 茅沼炭鉱を引き継いだ泊炭鉱が閉山。

## 路線状況

### 冬期交通規制（通行止め）
- 泊村大字茅沼村486-1（起点） - 泊村大字茅沼村676-6
区間延長：2.0 km

### 道路施設

#### 主な橋梁
- 小金橋（28 m、玉川、泊村茅沼村）
- さかい橋（19 m、玉川、泊村茅沼村）
- 紅葉橋（30 m、玉川、泊村茅沼村）
- 常盤橋（22 m、玉川、泊村茅沼村）
- 小沢橋（5 m、玉川、泊村茅沼村）
- 玉川橋（21 m、玉川、泊村茅沼村）

## 地理

### 通過する自治体
- 後志総合振興局
  - 古宇郡泊村

### 交差する道路
泊村
- 国道229号 - 茅沼村（終点）

### 沿線にある施設など
泊村
- 茅沼郵便局 - 茅沼村672